# Ruisseau de Malans
Le ruisseau de Malans est un ruisseau qui coule dans le département français du Doubs. C'est un affluent de la Loue en rive gauche, donc un sous-affluent du Rhône par le Doubs et la Saône.

## Géographie
Le ruisseau de Malans prend sa source sur la commune d’Amancey au fond d'un vallon pentu (une reculée), creusé dans le plateau d'Amancey à 583 m d’altitude (sous le nom de Bief tard) et s’écoule en direction du nord. En aval du village de Malans, il est rejoint par le ruisseau du Val d'Anchet puis par les ruisseaux de l'Adhuy et d'Amondans avant de traverser un pli transverse où il a créé un canyon profond, le canyon d'Amondans ; c'est un long corridor encaissé de 500m de long et 50m de dénivelé présentant de nombreuses cascadelles et marmites de géant et 2 cascades notables : une cascade de tuf de 4 m et une cascade finale d'une vingtaine de mètres qui donne dans une grande vasque appelée la Gouille noire. Il va ensuite se jeter dans la Loue 600 m plus loin.

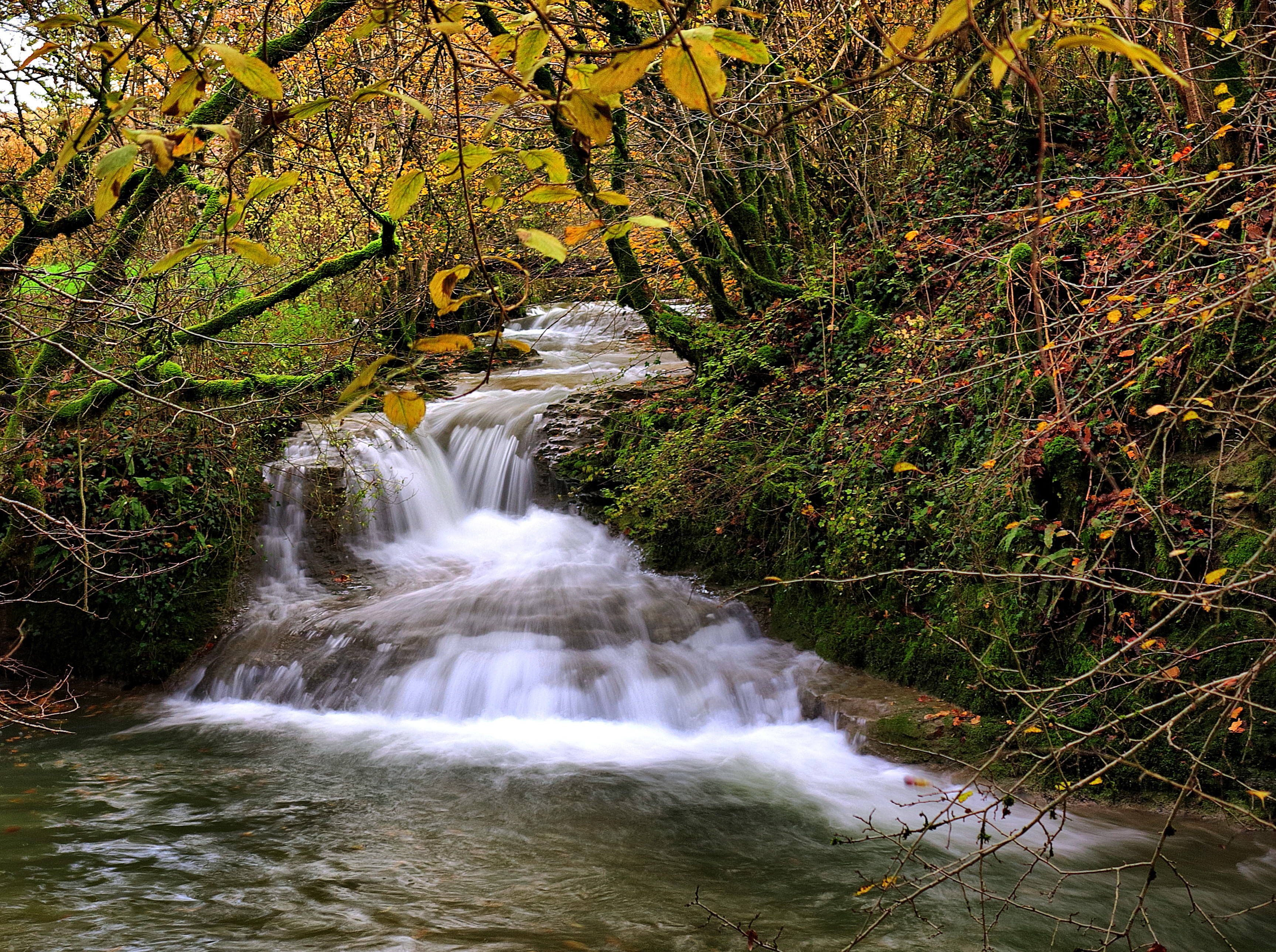
Cascade sur le ruisseau de Malans au niveau du moulin Barberot.
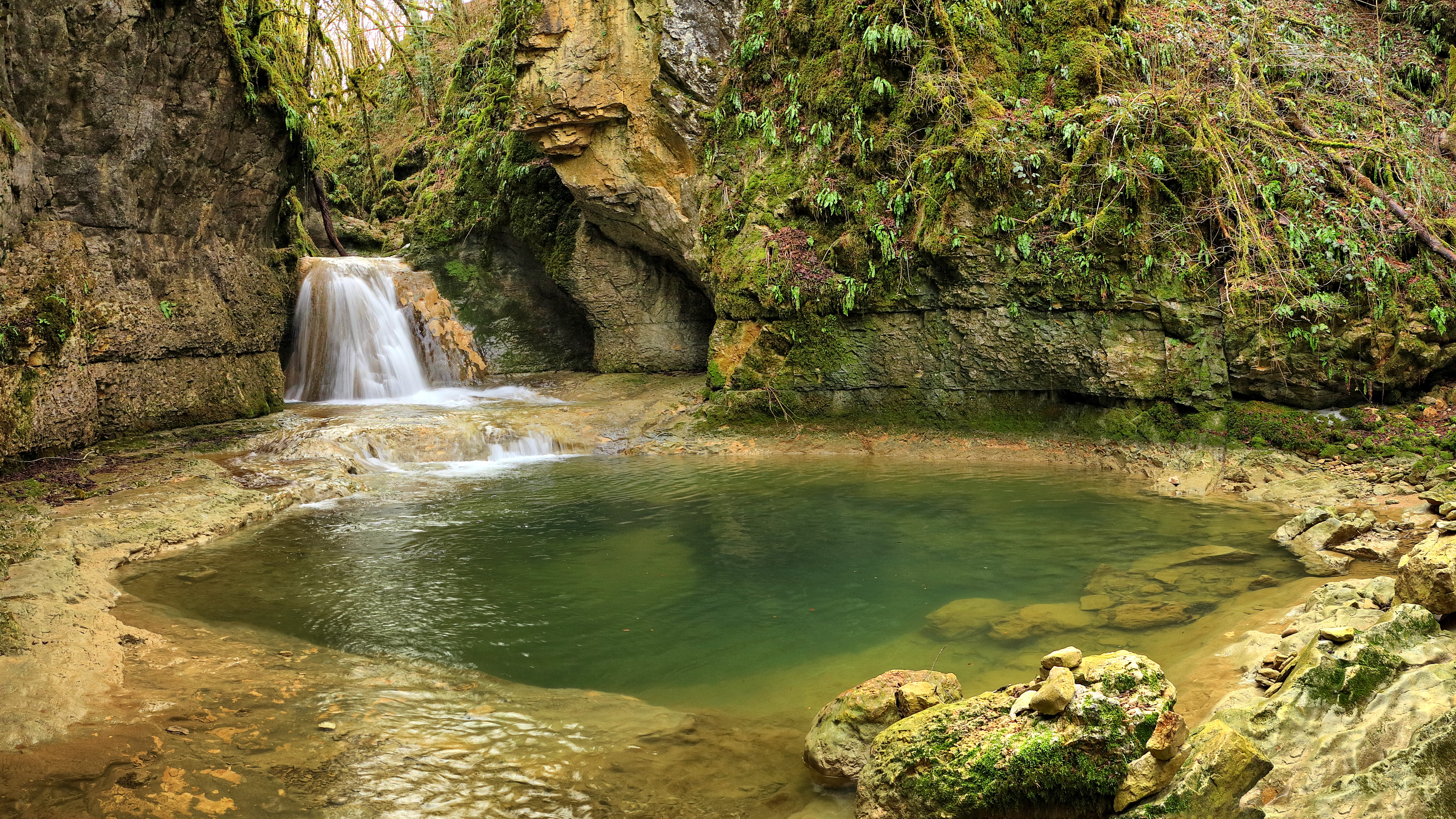
Cascade de tuf et sa marmite dans le canyon d'Amondans.
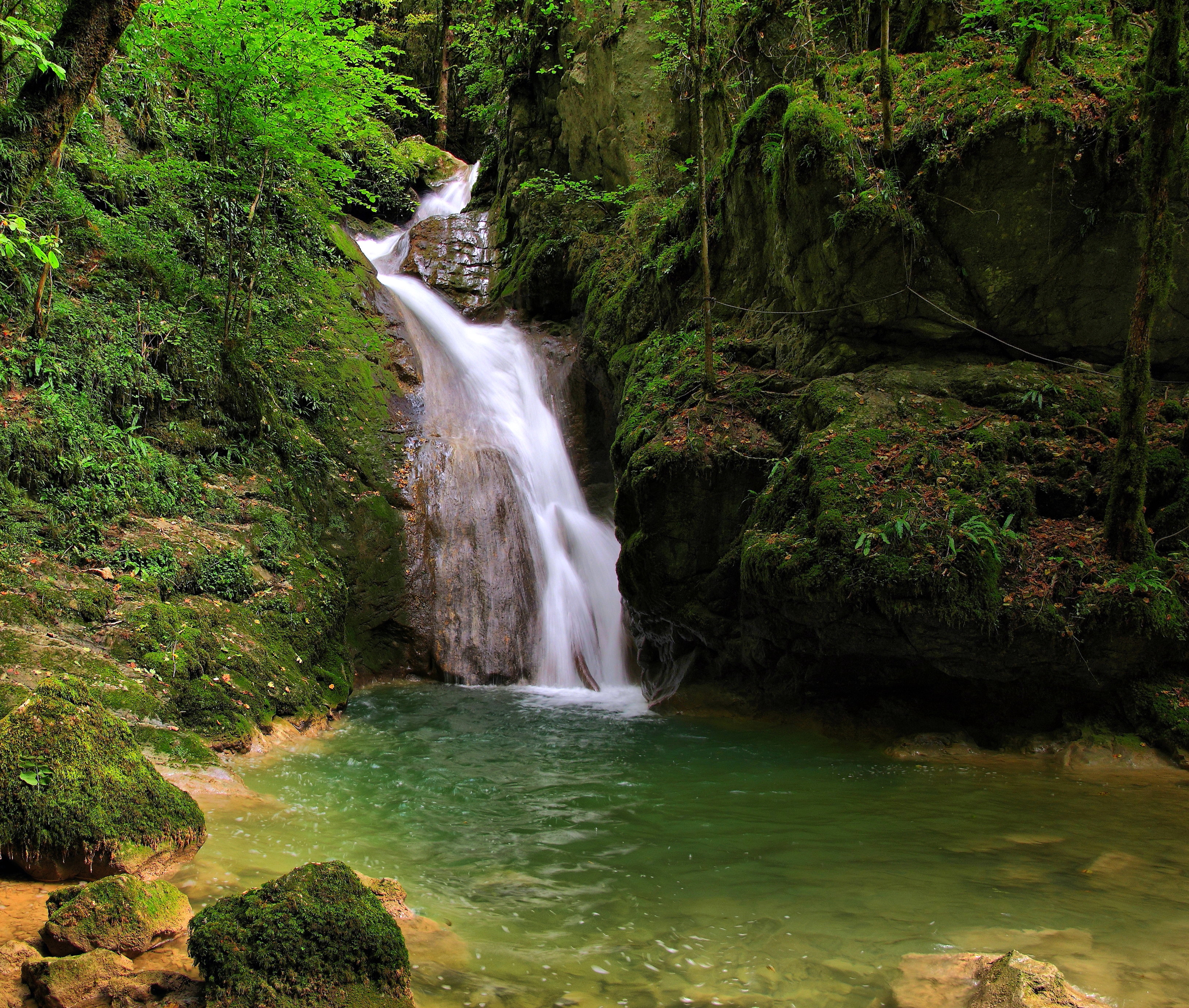
La grande cascade du canyon d'Amondans et la Gouille noire.

## Affluents
Le ruisseau de Malans a un seul affluent référencé dans la base SANDRE :
- le ruisseau du Val d'Anchet[2].

et deux plus petits : le ruisseau de l'Adhuy et le ruisseau d'Amondans.
Son rang de Strahler est donc de deux.

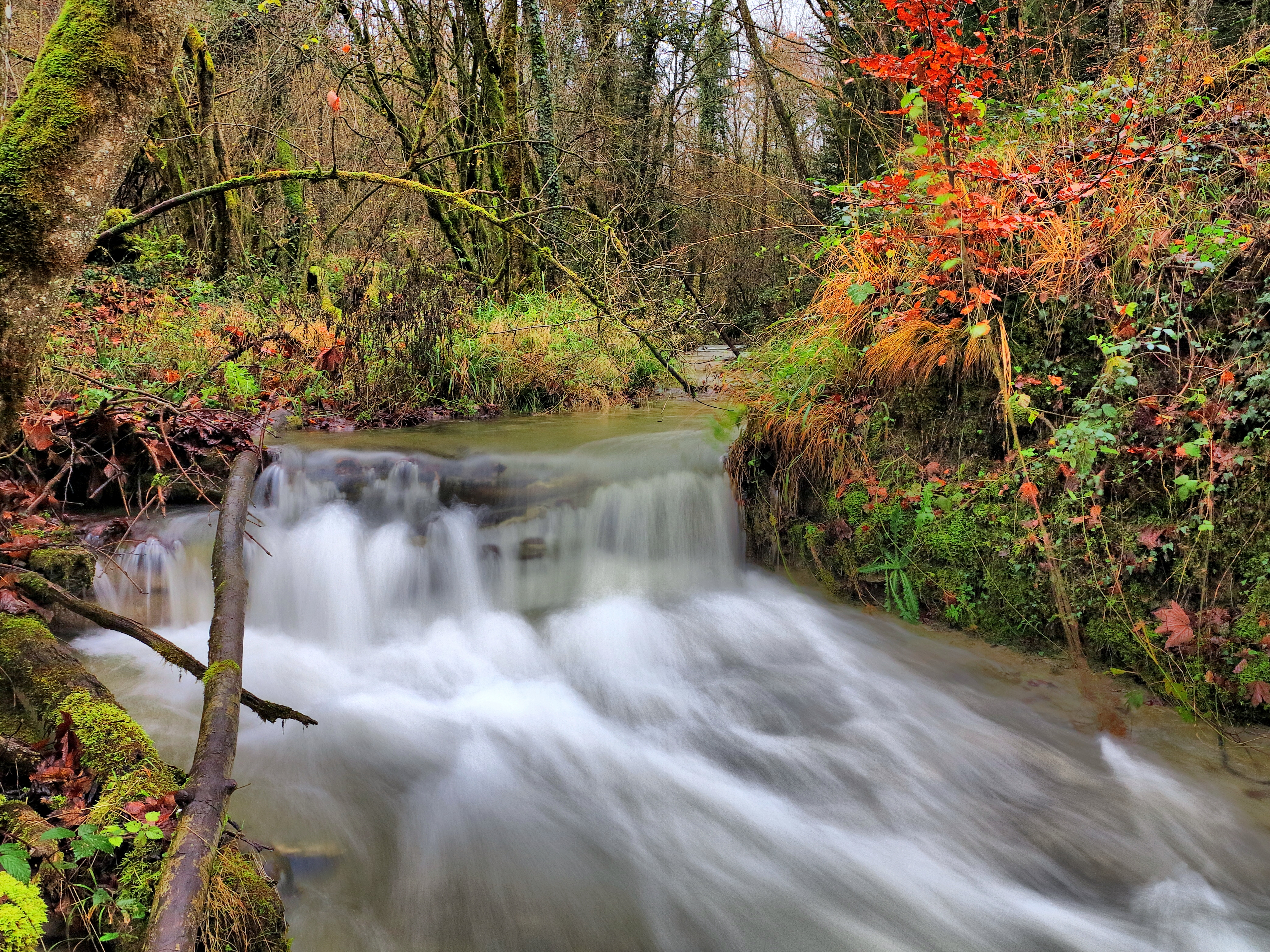
Cascade sur le ruisseau du Val d'Anchet.
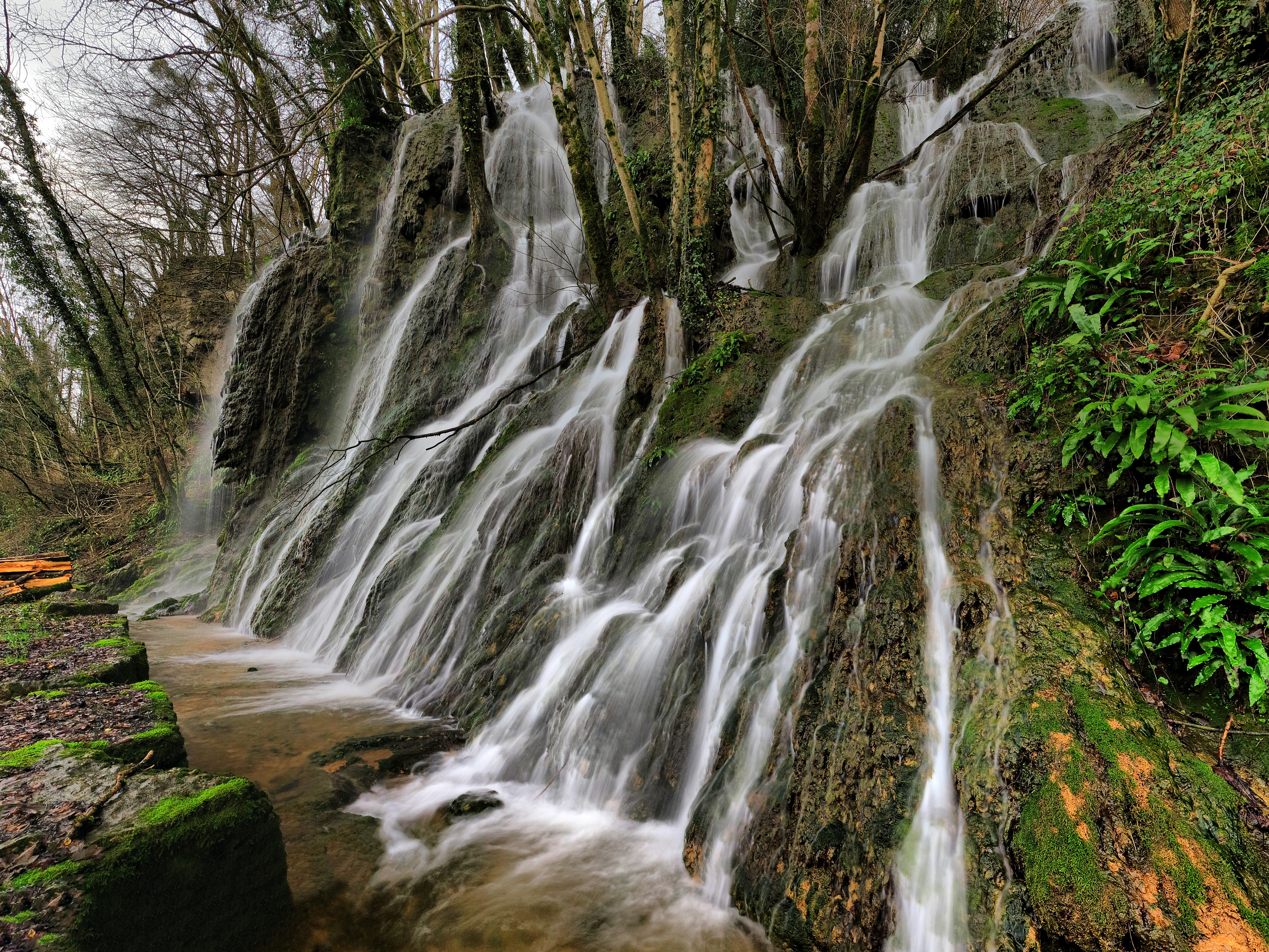
La cascade de l'Adhuy.

## Communes traversées
Le ruisseau de Malans traverse quatre communes situées dans le département du Doubs : Amancey, Malans, Amondans, Lizine.

## Protection - Tourisme
Les gorges du ruisseau de Malans sont inscrites comme paysage à protéger par la DREAL Bourgogne-Franche-Comté.
La grande cascade du canyon d'Amondans et la Gouille noire sont accessibles à pied en remontant le ruisseau depuis le GR590 au niveau de sa confluence avec la Loue par un sentier en rive droite très agréable. 
Le canyon d'Amondans est un parcours d'initiation au canyonisme réputé qui se termine par la grande cascade (double saut de 5 m puis 15 m).

## Hydrologie
Le ruisseau de Malans présente des fluctuations saisonnières de débit assez marquées.